# Bernard Murat
Bernard Murat (* 24. November 1941 in Oran, Algerien) ist ein französischer Theaterregisseur, Schauspieler, Drehbuchautor und Synchronsprecher.
Von 2001 bis 2007 war er zusammen mit Jean-Louis Livi Leiter des Théâtre Édouard VII., von 2007 bis 2017 der alleinige Direktor. Von 2002 bis 2006 waren Livi und Murat gleichzeitig auch Direktoren des Théâtre des Mathurins in Paris.

## Leben

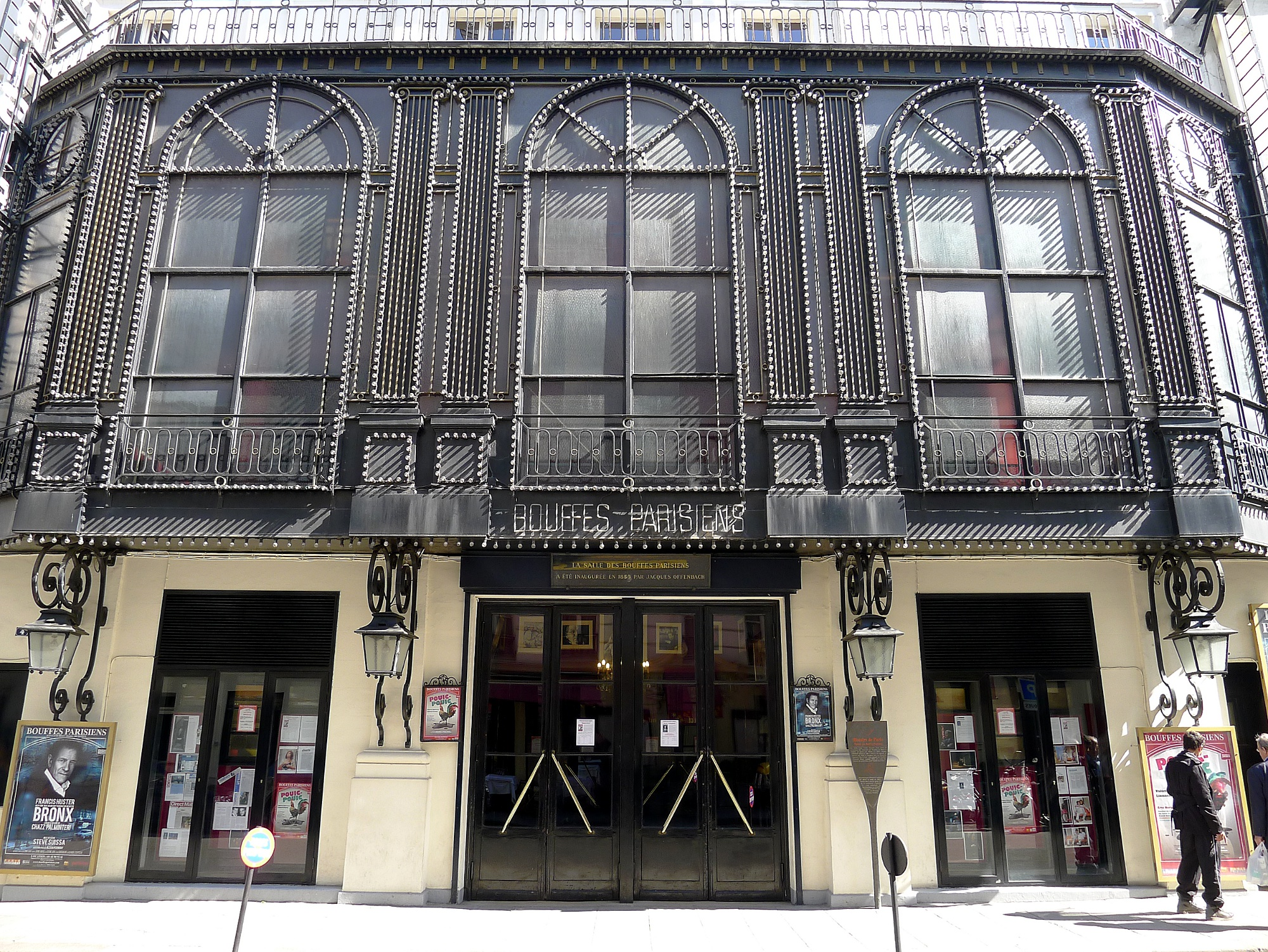
Théâtre des Bouffes-Parisiens

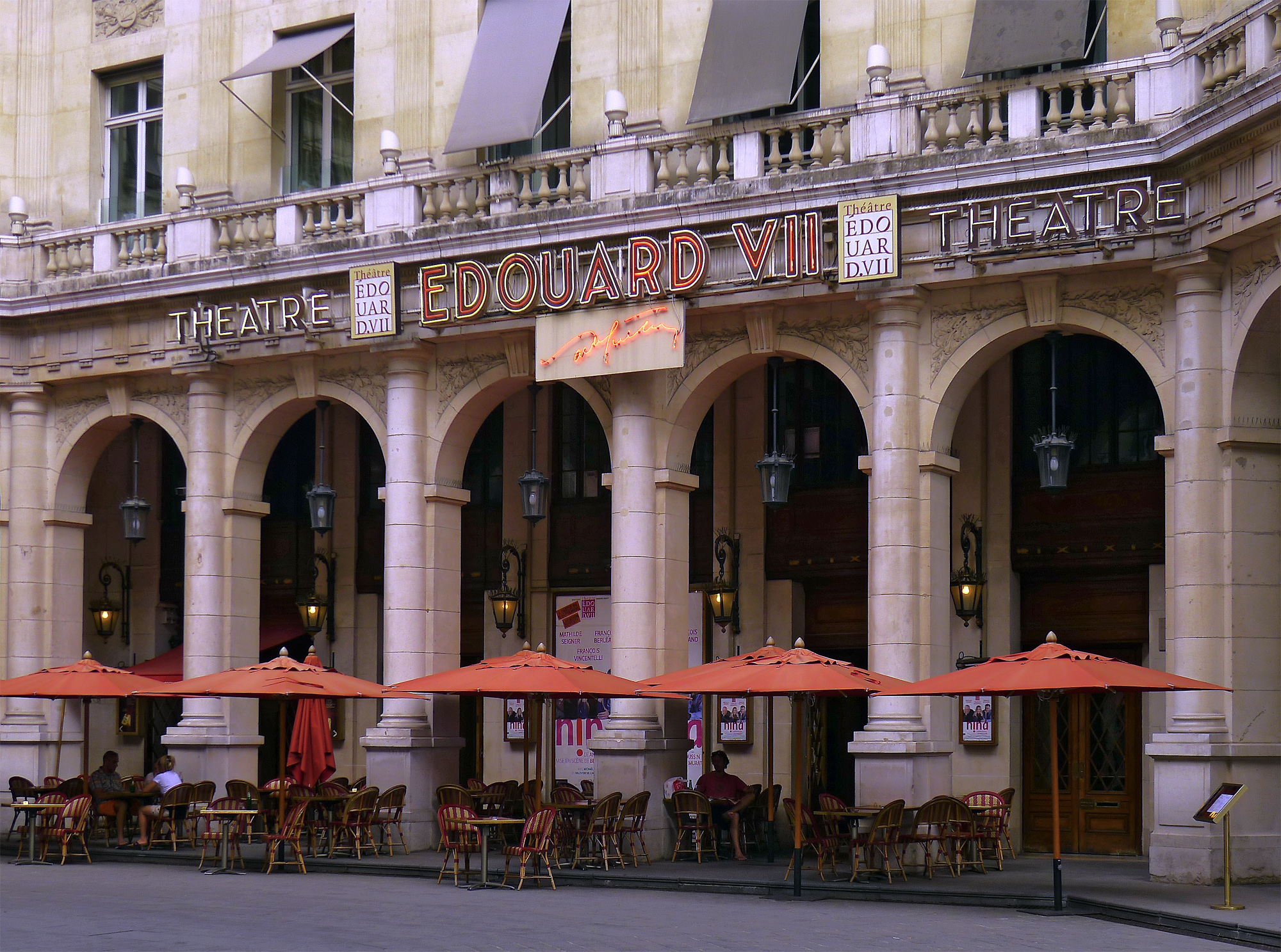
Théâtre Edouard VII.

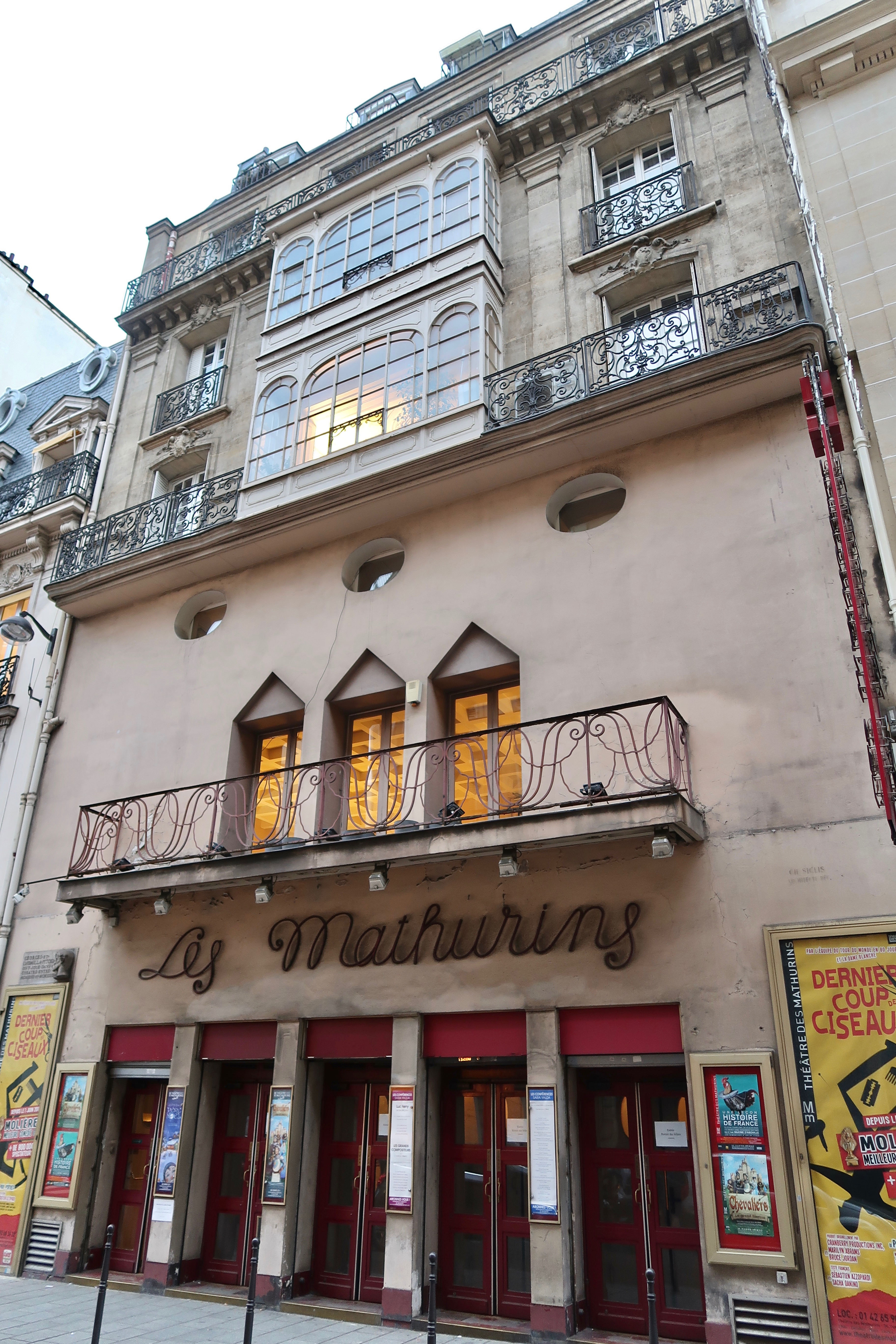
Théâtre des Mathurins

Bernard Murat lebte die ersten 15 Jahre seines Lebens in Algerien, bevor er 1956 nach Frankreich übersiedelte. Dort entdeckte er für sich das Theater. Er besuchte Kurse am Centre d’Art Dramatique de la rue Blanche bevor er ein Studium am Conservatoire National Supérieur d’Art Dramatique in Paris aufnahm.
Von 1960 bis 1962 war er Regieassistent von Jacques Charon (1920–1975) am Théâtre des Bouffes-Parisiens. In den folgenden Jahren arbeitete er hauptsächlich als Synchronsprecher. Murat war im französischen Kino dieser Zeit die Stimme von Woody Allen, Al Pacino, Ryan O’Neal, Bill Murray, Bruce Lee und vielen anderen.
Seine Karriere als Theaterregisseur begann 1985 mit der Inszenierung der Komödie Tailleur pour dames von Georges Feydeau am Théâtre des Bouffes-Parisiens in einer Bearbeitung von Jean Poiret. Die Hauptrolle des Moulineaux spielte Pierre Arditi, der in der Folge in vielen Inszenierungen Murats die Hauptrolle spielte. 1993 inszenierte er das Stück ein weiteres Mal, dieses Mal am Théâtre de Paris und mit Jean Paul Belmondo als Moulineux. Die dritte Inszenierung, wieder mit Arditi, fand 2008 am Théâtre Édouard VII. in Zusammenarbeit mit France 2 statt und wurde im französischen Fernsehen übertragen.
2001 übernahm Murat zusammen mit Jean-Louis Livi das seit einem Jahr geschlossene Théâtre des Mathurins. Eröffnungsvorstellung war am 7. September 2001. Gespielt wurde unter der Regie Murats La Jalousie von Sacha Guitry mit Michel Piccoli in der Hauptrolle. Von 2002 bis 2006 inszenierte Murat als Leiter des Théâtre des Mathurins La Preuve von David Auburn (2002) mit der Musik von Benjamin Murat und den Schauspielern Anouk Grinberg, Rufus und Anne Consigny, die Komödie La Parisienne von Henry Becque (2003), Traits d’union von Murielle Magellan (2004), ausgestrahlt vom französischen Fernsehen und mit einem Globe de Cristal ausgezeichnet, und schließlich 2005 die Uraufführung des Zweipersonenstücks Une heure et demie de retard von Gérald Sibleyras mit Patrick Chesnais und Evelyne Buyle.
Auf dem Programm des Théâtre Édouard VII. standen neben Klassikern des europäischen Theaters von Anfang an Stücke junger französischer und internationaler Autoren, Boulevardstücke und populäres Musiktheater. Eine Reihe von Inszenierungen Murats wurden vom französischen Fernsehen gezeigt, bzw. als DVD veröffentlicht. Livi und Murat gelang es, viele Stars des französischen Films für das Theater zu gewinnen, von denen Charlotte Rampling, Johnny Halliday, Jean Dujardin, Fanny Valette, Manuel Payet oder Lilou Foglie dort ihr Bühnendebüt feierten. 2017 endete die Ära Murat am Théâtre Édouard VII., und das Haus wurde in die Groupe Pascal Legros integriert.
Murat arbeitete danach weiter als Film- und Theaterschauspieler und als freier Regisseur. Eine seiner jüngsten Inszenierungen ist die Boulevardkomödie Suite Royale von Judith Elmaleh und Hadrien Raccah am Théâtre de la Madeleine mit Élie Semoun und Julie de Bona in den Hauptrollen.
Von 2011 bis 2019 war Murat Präsident des Syndicat national des directeurs et tourneurs du théâtre privé.

## Preise und Auszeichnungen
- 2004: Globe de Cristal für Traits d’union
- 2011: Molière als bester Regisseur für Le Prénom, Nominierung
- 2014: Globe de Cristal für Nina, Nominierung
- 2014: Offizier der Ehrenlegion

## Filmografie
- 1961: Die Drohung (La Menace) – Darsteller
- 1991: Les gens ne sont pas forcément ignobles, Fernsehfilm – Regie
- 1996: Désiré – Regie
- 2007: La mémoire de l’eau – Regie
- 2012: Der Vorname – Co-Produzent, Darsteller
- 2022: Adieu Paris  – Darsteller

Eine Reihe von Murats Theaterinszenierungen sind für das Fernsehen eingerichtet, von französischen Fernsehsendern übertragen und als DVD veröffentlicht worden.
- 1997: La puce à l’oreille von Georges Feydeau, Aufführung im Théâtre des Variétés, Paris; Regie: Bernard Murat, mit Jean-Paul Belmondo, Cristina Réali, Pierre Vernier; Filmregie: Yves Di Tullio; DVD[8]
- 2000: Fernando Krapp m’a écrit cette lettre von Tankred Dorst, Aufführung des Théâtre Montparnasse, Paris, 1999; Regie Bernard Murat, Bühnenmusik Benjamin Murat, mit Niels Arestrup als Krapp, Emmanuelle Seigner als Julia und Jacques Brunet als Baron; Filmregie: Yves Di Tullio und Bernard Murat[9]. DVD 2007 dieser Inszenierung
- 2003: Sarah von John Murrell in einer Bearbeitung von Eric-Emmanuel Schmitt, Aufführung des Théâtre Edouard VII.; Regie: Bernard Murat, mit Fanny Ardant als Sarah Bernhardt und Robert Hirsch als Georges Pito; Filmregie: Yves Di Tullio und Bernard Murat; DVD
- 2006: Les Grandes Occasions von Bernard Slade, bearbeitet von Danièle Thompson, Aufführung des Théâtre Édouard VII.; Regie: Bernard Murat, mit Clémentine Célarié und Jean Reno; Filmregie: Yves Di Tullio und Bernard Murat; DVD
- 2007: Deux sur la balançoire von William Gibson in der Bearbeitung von Jean-Loup Dabadie, Aufführung des Théâtre Édouard VII. 2006, Regie Bernard Murat, mit Alexandra Lamy und Jean Dujardin; Filmregie: Yves Di Tullio und Bernard Murat; DVD
- 2007: Faisons un rêve von Sacha Guitry, Aufführung des Théâtre Édouard VII. am 3. November 2007; Regie: Bernard Murat, mit Pierre Arditi, Michèle Laroque und François Berléand; Filmregie: Bernard Murat; DVD
- 2008: Tailleur pour dames von Georges Feydeau in der Bearbeitung von Jean Poiret; Aufführung des Théâtre Édouard VII.; Regie: Bernard Murat, mit Pierre Arditi, Emanuelle Devos, François Berléand; Filmregie: Bernard und Emmanuel Murat; DVD
- 2008: Mon père avait raison von Sacha Guitry; Aufführung des Théâtre Edouard VII.; Regie: Bernard und Emmanuel Murat, mit Claude und Alexandre Brasseur; DVD
- 2016: Du vent dans les branches de Sassafras von René de Obaldia, Aufführung des Théâtre Edouard VII.; Regie: Bernard Murat, mit François Berléand, Anne Benoît, Rachel Arditi, Lionel Abelanski[10]

## Schriften
- Passeur de mémoire. Les trois epis, 2001. ISBN 978-2-912354-00-6
- Mit Sébastien Thiéry: Comme s’il en pleuvait. Avant-scène 2012. ISBN 978-2-7498-1225-0